# La panadera de Monceau
La panadera de Monceau ( en francés: La Boulangère de Monceau ) es un cortometraje de 1962 escrito y dirigido por Éric Rohmer.  La película fue la primera de los Seis cuentos morales de Rohmer, que constaría de dos cortometrajes y cuatro largometrajes.

## Trama
Un joven estudiante de Derecho se enamora de una mujer que frecuenta el barrio de Monceau, en el distrito 8 de París. No sabe cómo hablar con ella, aunque al fin lo consigue. Durante un tiempo deja de verla por el barrio, por lo que da un paseo cada día, ampliando la zona para buscarla. Durante su búsqueda, adquiere la costumbre de visitar una panadería para tomar un refrigerio. Con el tiempo, comienza a coquetear con la chica que trabaja en la panadería y la convence para tener una cita con él. Antes de la cita, se encuentra con la mujer que estaba buscando y se ve obligado a elegir entre ellas.

## Reparto
- Barbet Schroeder : joven
- Bertrand Tavernier : narrador en off
- Claudine Soubrier: Jacqueline
- Michèle Girardon : Sylvie
- Fred Junk: Schmidt
- Michel Mardore: cliente

## Estructura narrativa
La estructura narrativa de La panadera de Monceau y los otros cinco "Cuentos morales" comienza con el personaje principal (un hombre), comprometido con una mujer, que conoce y es tentado por una segunda mujer, pero siempre renuncia a la misma por la primera mujer.

## Significado "moral"
La mayor parte de la película se cuenta a través del narrador. El personaje principal es interpretado por Barbet Schroeder, pero fue doblado por Bertrand Tavernier, cuya voz Rohmer consideró más apropiada para una voz en off muy literaria.

## Temas
- El protagonista es un joven burgués que seduce a una chica de clase trabajadora para su propia diversión. [2]
- La película es abiertamente subjetiva y se centra en el monólogo interior del protagonista mientras la cámara lo sigue en sus paseos por Monceau. [2]
- Amor, [2] deseo y libre albedrío: esto está marcado por el conflicto dentro del protagonista.
- Azar y coincidencia: un tema recurrente en muchas de las películas de Rohmer. [3]
- Tentación y fidelidad: como en otras obras de Rohmer, el protagonista siente el deber moral de permanecer fiel al objeto inicial del deseo. [2]El dilema resultante se resuelve con la ayuda de un evento fortuito que permite al protagonista formular su elección final como algo moral.

## Configuración
En cada uno de los Seis Cuentos Morales, Rohmer sólo filmó durante el tiempo y en el lugar en el que se ambientaba la película. No hubo uso de decorados. Esto fue en parte para facilitar el realismo del que son sinónimo las películas de Rohmer, y en parte debido a la falta de dinero. 

## Sonido
La música de la cinta es no diegética, es decir, solo se reproducen sonidos de fondo como parte del escenario (coches, gente caminando, música de fondo de una fiesta). Además, se hace hincapié en el diálogo y el uso frecuente de narraciones en off. En efecto, La panadera de Monceau no contiene música y el único sonido que interrumpe los sonidos de fondo es el del narrador.